# Liste der denkmalgeschützten Objekte in Srní
Grundlage dieser Liste der denkmalgeschützten Objekte in Srní ist die ÚSKP-Liste (Ústřední seznam kulturních památek České republiky, deutsch Zentrale Liste der Kulturdenkmäler der Tschechischen Republik), die von der tschechischen Denkmalschutzbehörde NPÚ (Národní památkový ústav, deutsch Nationale Denkmalbehörde) seit 1987 geführt wird und an die seit dem Jahr 1850 geschaffenen Listen anschließt.

## Denkmalgeschützte Objekte nach Ortsteilen

### Srní
| Lage                                                  | Objekt                | Beschreibung | ÚSKP-Nr.                  | Bild           |
| ----------------------------------------------------- | --------------------- | --- | ------------------------- | -------------- |
| Srní, Srní 8 (Standort)                               | Haus Nr. 8            | Fachwerkhaus im Erdgeschoss, teilweise mit Schindeln gedeckt, mit hängendem Giebel unter halbhohem Dach. Volksarchitektur des Gebirgstyps aus dem 19. Jahrhundert. | 46976/4-3297 Info Katalog | BW             |
| Srní, Srní I und II, und Vchynice-Tetov I. (Standort) | Vchynický Kanal       | Ein wesentlicher Bestandteil eines einzigartigen technischen Bauwerkes - der Vchynicko-Tetov-Kanal, der zwischen 1799 und 1801 gebaut wurde, um Holz in ansonsten unzugängliche Teilen des Böhmerwaldes zu flößen.                                                                    | 26816/4-3299 Info Katalog | weitere Bilder |
| Srní, Srní 9 (Standort)                               | Gehöft Nr. 9          | Fachwerkhaus im Erdgeschoss, mit Brettern gedeckt, mit einer Vordertür mit Schindeldach, mit einem halben Walmdach mit einem polygonalen Glockenturm. Getreidespeicher auf hohem Steinfundament. Volksarchitektur des Gebirgstyps aus dem 19. Jahrhundert.                            | 26750/4-3296 Info Katalog | Gehöft Nr. 9   |
| Srní (okres Klatovy), Srní 24 (Standort)              | Haus Nr. 24           | Erdgeschosshaus mit Fachwerkhaus und einer Backsteinscheune in einer Reihe, unter einem Dach mit einem Balkon. Beispiel der Volksarchitektur des Gebirgstyps aus dem 19. Jahrhundert.                                                                                                 | 15027/4-3298 Info Katalog | BW             |
| Srní (Standort)                                       | Dreifaltigkeitskirche | Einschiffige schindelgedeckte Kirche mit einem rechteckigen Kirchenschiff mit flacher Decke, einem polygonalen Presbyterium und einem prismatischen Turm an der Nordseite. Ein Gebäude aus dem frühen 19. Jahrhundert mit spätbarocken Elementen der provinziellen Sakralarchitektur. | 16728/4-3294 Info Katalog | weitere Bilder |

### Rokyta
| Lage                         | Objekt        | Beschreibung | ÚSKP-Nr.                  | Bild           |
| ---------------------------- | ------------- | --- | ------------------------- | -------------- |
| Rokyta, Rokyta 3 (Standort)  | Haus Nr. 3    | Ein Fachwerkhaus auf einem mit Schindeln gedeckten Steinfundament mit dem ursprünglichen Grundriss und einer typischen Gaube mit einer Rampe für den Heutransport. Gebirgsvolksarchitektur aus dem 18. Jahrhundert.                                                                                             | 24293/4-3144 Info Katalog | BW             |
| Rokyta, Rokyta 97 (Standort) | Dvorec Antýgl | Ehemaliger königlicher Hof im Tal der Vydra, bestehend aus einer Gruppe von Fachwerk- und Backsteingebäuden und einer Kapelle aus dem 18. Jahrhundert. Antýgl erstmals erwähnt im Jahr 1500. In den Jahren 1523-1818 arbeitete hier eine Glashütte. Ein gutes Beispiel für die typische Böhmerwald-Architektur. | 33911/4-3142 Info Katalog | weitere Bilder |

### Údolí
| Lage                       | Objekt        | Beschreibung | ÚSKP-Nr.                  | Bild |
| -------------------------- | ------------- | ------------ | ------------------------- | ---- |
| Údolí, Údolí 34 (Standort) | Mostecký mlýn | Wassermühle  | 14260/4-4152 Info Katalog | BW   |